# Kanton Bédarrides
Kanton Bédarrides (fr. Canton de Bédarrides) je francouzský kanton v departementu Vaucluse v regionu Provence-Alpes-Côte d'Azur. Tvoří ho čtyři obce.
Společenství obcí vzniklo v roce 1926, ale teprve dekretem z 28. února 2014 a následně po regionálních volbách z roku 2015 bylo schváleno jako samostatný kanton.

## Obce kantonu (počet obyvatel) k roku 2014
- Bédarrides (5010)
- Courthézon (5487)
- Les Sorgues du Comtat (18 328)
- Vedène (11 045)